# Kiriko Nananan
Kiriko Nananan (魚喃キリコ Nananan Kiriko?, 14 de diciembre de 1972) es una mangaka conocida por su josei realísta, trabajos que incluyen un uso del arte minimalista con un sentido de separación. En adición, está afiliada el movimiento "La nouvelle manga". Su primer trabajo fue publicado en Garo en 1993.

## Trabajos
- Hole (1993)
- Heartless Bitch
- Painful Love
- Blue (1996)
- Kabocha to Mayonnaise
- Strawberry Shortcakes (2002)

- Datos: Q271632